# Pierres, Calvados
Pierres là một xã ở tỉnh Calvados, thuộc vùng Normandie ở tây bắc nước Pháp.

## Dân số
| Năm    | 1800 | 1851 | 1881 | 1911 | 1931 | 1946 | 1954 |
| ------ | ---- | ---- | ---- | ---- | ---- | ---- | ---- |
| Dân số | 603  | 634  | 503  | 420  | 385  | 383  | 353  |

| Năm | 1962 | 1968 | 1975 | 1982 | 1990 | 1999 |
| --- | ---- | ---- | ---- | ---- | ---- | ---- |
| Dân số | 299  | 280  | 224  | 216  | 208  | 199  |
| From the year 1962 on: No double counting—residents of multiple communes (e.g. students and military personnel) are counted only once. |      |      |      |      |      |      |